# Hažlach
Hažlach nebo Hazlach (polsky Hażlach, německy Haslach) je vesnice v jižním Polsku ve Slezském vojvodství v okrese Těšín. Leží na území Těšínského Slezska na horním toku Petrůvky. Je sídlem gminy Hažlach. Podle sčítání lidu v roce 2011 zde žilo 2 344 obyvatel, rozloha obce činí 12,33 km².
První zmínka o obci pochází z listiny vratislavského biskupa Jindřicha I. z Vrbna sepsané kolem roku 1305. Název obce je odvozen z starohornoněmeckého hasala (lískový oříšek) a aha (tekoucí voda). Jednalo se o šlechtickou vesnici v rámci Těšínského knížectví. Nejdéle – od roku 1532 do 18. století – patřila Bludovským. V roce 1920 byl Hažlach rozhodnutím Konference velvyslanců spolu s celým východním Těšínskem připojen k Polsku.
K místním památkám patří kostely – evangelický z roku 1873 a katolický sv. Bartoloměje z roku 1907.
Přes Hažlach vede krajská silnice č. 938 spojující Těšín s Katovicemi a krajská silnice č. 937 spojující Těšín s Jastrzębím-Zdrojem, která od ní odbočuje. Kruhový objezd na jejich křižovatce je konečnou zastávkou autobusové linky č. 22 MHD Těšín.

Význačnou turistickou atrakcí obce je Dom przyrodnika (Dům přírodovědců) vzniklý adaptací bývalé sýpky.